# Међународно првенство Бризбејна 2009 — мушки парови
Бризбејн интернашонал 2009. — мушки парови (енгл. Brisbane International) је први професионални ВТА тениски турнир у 2009 години. Игра се на у Бризбејну Аустралија, од 4 — 11. јануара на отвореним теренима Тениског центра са тврдом подлогом, за наградни фонд од 484.750 долара. Победмници освајају 250 АТП бодова и награду од 25.000 долара, а финалисти 150 бодова и 12.700 долара. Учествују 16 парова са играчицама из 16 земаља.
Победници турнира су Французи Марк Жике и Жо-Вилфрид Цонга који су у финалу победили шпански—немачки пар Фернандо Ведраско и Миша Зверев са 2:0 (6:4, 6:3).

## Списак носилаца
| # | Пар                                             | Резултат успешности | Резултат успешности                                    |
| - | ----------------------------------------------- | ------------------- | ------------------------------------------------------ |
| 1 | Макс Мирни Белорусија (37) · Анди Рам Израел    | четвртфинале        | Carsten Ball · Крис Гучоне Аустралија (ВК)             |
| 2 | Марсело Мело {39} · Андре Са Бразил             | осмина финала       | Тревис Перот Сједињене Државе · Филип Поласек Словачка |
| 3 | Симон Аспелин Шведска (47) · Павел Визнер Чешка | четвртфинале        | Марк Жике · Жо-Вилфрид Цонга Француска                 |
| 4 | Мартин Дам Чешка (56) · Роберт Линстед Шведска  | четвртфинале        | Фернандо Ведраско Шпанија · Миша Зверев Немачка        |

Број у загради је место на ВТА листи пре почетка турнира

## Осмина финала
6. јануар
| бр. меча | 1. пар                                                 | Резултат           | 2. пар                                               |
| -------- | ------------------------------------------------------ | ------------------ | ---------------------------------------------------- |
| 1.       | Макс Мирни Белорусија (1) · Анди Рам Израел            | 4:6, 6:2, 11:9     | Томас Бредих · Радек Стефанек Чешка                  |
| 2.       | Мерди Фиш · Сам Квори Сједињене Државе                 | 5:7, 5:7           | Carsten Ball · Крис Гучоне Аустралија (ВК)           |
| 3.       | Мартин Дам Чешка (4) · Роберт Линстед Шведска          | 7:5, 7:5           | Лукас Арнолд Кер Аргентина · Бруно Соарез Бразил     |
| 4.       | Бридан Клајн (ВК) · Бернард Томић Аустралија           | 6:7(4), 6:7(5)     | Фернандо Ведраско Шпанија · Миша Зверев Немачка      |
| 5.       | Марк Жике · Жо-Вилфрид Цонга Француска                 | 7:5, 4:6, 10:4     | Марио Анчић Хрватска · Анри Пол Матје Француска      |
| 6.       | Жилијен Бенето · Микаел Љодра Француска                | 4:6, 5:7           | Симон Аспелин Шведска (3) · Павел Визнер Чешка       |
| 7.       | Јулијан Кновле · Јирген Мелцер Аустрија                | 7:6(14), 2:6, 4:10 | Џејми Мари Уједињено Краљевство · Душан Вемић Србија |
| 8.       | Тревис Перот Сједињене Државе · Филип Поласек Словачка | 3:6, 6:2, 10:1     | Марсело Мело {21} · Андре Са Бразил                  |

Број у загради иза имена је број носиоца,
ВК - Вајлд кард

## Четвртфинале
| бр. меча | 1. пар                                               | Резултат    | 2. пар                                                 |
| -------- | ---------------------------------------------------- | ----------- | ------------------------------------------------------ |
| 1.       | Макс Мирни Белорусија (1) · Анди Рам Израел          | 4:6, 4:6    | Carsten Ball · Крис Гучоне Аустралија (ВК)             |
| 2.       | Мартин Дам Чешка (4) · Роберт Линстед Шведска        | 3:6, 3:6    | Фернандо Ведраско Шпанија · Миша Зверев Немачка        |
| 3.       | Марк Жике · Жо-Вилфрид Цонга Француска               | 7:6(1), 6:4 | Симон Аспелин Шведска (3) · Павел Визнер Чешка         |
| 4.       | Џејми Мари Уједињено Краљевство · Душан Вемић Србија | 3:6, 4:6    | Тревис Перот Сједињене Државе · Филип Поласек Словачка |

## Полуфинале
| бр. меча | 1. пар                                     | Резултат          | 2. пар                                                 |
| -------- | ------------------------------------------ | ----------------- | ------------------------------------------------------ |
| 1.       | Carsten Ball · Крис Гучоне Аустралија (ВК) | 4:6, 2:6          | Фернандо Ведраско Шпанија · Миша Зверев Немачка        |
| 2.       | Марк Жике · Жо-Вилфрид Цонга Француска     | 7:5, 6:7(4), 10:7 | Тревис Перот Сједињене Државе · Филип Поласек Словачка |

## Финале
| бр. меча | 1. пар                                          | Резултат | 2. пар                                 |
| -------- | ----------------------------------------------- | -------- | -------------------------------------- |
| 1.       | Фернандо Ведраско Шпанија · Миша Зверев Немачка | 4:6, 3:6 | Марк Жике · Жо-Вилфрид Цонга Француска |